# Atentado em Bagdá em julho de 2016
Em 3 de julho de 2016, ataques a bomba coordenados foram realizadas em Bagdá, no Iraque, resultou na mortes de centenas de civis. Poucos minutos depois da meia-noite, hora local (2 de Julho, 21h00 UTC), um carro-bomba explodiu no distrito de Karrada e matou mais de 200 pessoas, além de ter ferido outras centenas. A área de maioria xiita estava ocupada por compradores tarde da noite porque era o período do Ramadã. Uma segunda bomba foi detonada no subúrbio de Sha'ab e matou pelo menos cinco pessoas.
O grupo Estado Islâmico do Iraque e do Levante (ISIS, sigla em inglês) divulgou um comunicado reivindicando a responsabilidade pelo ataque e disse que o nome do suicida era Abu Maha al-Iraqi. De acordo com a BBC, houve relatos de que a origem da explosão foi um furgão frigorífico cheio de explosivos. A explosão causou um grande incêndio na rua principal. Vários edifícios, incluindo o popular al-Hadi Centre, foram seriamente danificados. Foi o mais mortífero ataque a bomba único no Iraque desde 2007.[carece de fontes?]

## Antecedentes
Os atentados de 17 de maio de 2016  em Bagdá foram perpetrados pelo ISIS e mataram mais de 100 pessoas. Alguns analistas de segurança viram os atentados na capital do Iraque como um esforço para desviar a atenção das forças de segurança iraquianas da batalha pela retomada de Faluja do controle dos terroristas. A batalha de Faluja chegou ao fim em junho de 2016 e o governo iraquiano conseguiu recuperar o controle da cidade do domínio do ISIS.
O atentado de Bagdá foi o terceiro assassinato em massa de civis por militantes do ISIS em poucos dias, após os atentados no aeroporto de Istambul, na Turquia, em 28 de junho, e o ataque em Dhaka, Bangladesh, em 1 de julho.
O ISIS recentemente enviou chamados pelo aumento de ataques durante o mês de celebração do Ramadã.

## Ataque e resposta
O caminhão-bomba explodiu em uma área comercial de Karrada, onde muitas pessoas estavam na rua durante a noite para fazer compras e quebrar o jejum do Ramadã com o iftar em cafés locais. Um atentado suicida, o ataque teve origem em um caminhão frigorífico repleto de bombas. Este foi o primeiro grande ataque em Bagdá depois da recaptura de Faluja pelo governo iraquiano do controle do ISIS, em junho de 2016. Este atentado matou pelo menos 213 pessoas e feriu mais de 200. Relatos não confirmados afirmam que os carros-bomba podem ter passado pelos checkpoints, onde as forças de segurança iraquianas ainda usam detectores de bomba falsa, como o ADE 651.
A segunda explosão ocorreu no bairro majoritariamente xiita de Sha'ab, no norte de Bagdá, por volta da meia-noite (horário local) e matou pelo menos cinco pessoas e feriu outras 16.
Um terceiro atentado que teve como alvo membros das Forças de Mobilização Popular e matou uma pessoa e feriu cinco. A bomba era um artefato explosivo improvisado e explodiu no distrito de Abu Gharib em Bagdá. Um veículo também foi danificado.
Uma quarta explosão em al-Latifiya no sul da capital iraquiana, foi um carro-bomba que matou uma pessoa e feriu um número desconhecido de pessoas. A bomba foi colocada sob um veículo civil, e saiu quando o veículo estava sendo conduzido.
Até agora, as vítimas dos quatro atentados durante o dia em Bagdá incluem mais de 220 pessoas mortas e mais de 225 feridos. No rescaldo do ataque, do Comando de Operações de Bagdá alegou que havia prendido membros de uma célula militante que foram conectados ao bombardeio.